# Ривер Плейт (футбольный клуб, Кармополис)
Ривер Плейт — бразильский футбольный клуб из города Кармополис, штата Сержипи. Клуб назван в честь аргентинского «Ривер Плейта».

## История
Клуб основан 18 августа 1967 года, домашние матчи проводит на стадионе «Фернандо Франча», вмещающем 2 500 зрителей. Главным достижением «Ривер Плейта», являются победы в чемпионате штата Сержипи в 2010 и 2011 годах.
В 2011 году клуб выступал в Серии D Бразилии.

## Достижения
- Чемпион Лиги Сержипано (2): 2010, 2011.